# Crimes da formiga branca
Os crimes da formiga branca: confidencias verídicas e sensacionaes d’um juiz de investigação existiu durante Fevereiro e Março de  1915, saindo a público somente 5 números, pelos quais passaram 3 editores: J. Rocha Júnior, J. Diogo Peres e Victor Alcântara. Não se identifica o juiz denunciante dos crimes que, através desta publicação, encontra forma de tornar públicas histórias criminosas, sem referência de datas, o que poderia comprometer o seu rigor. Com os crimes, passa a mensagem da existência de uma espécie de seita, a Formiga Branca e, simultaneamente, estabelece a sua ligação ao Partido Republicano Português.